# Lina Tejeiro
Lina Fernanda González Tejeiro (Villavicencio, 8 de octubre de 1991) es una actriz colombiana reconocida por actuar durante cinco años en la serie televisiva Padres e hijos con el personaje de Samantha Pava.

## Trayectoria actoral
Lina empezó a actuar a los 9 años participando en seis capítulos de la serie Expedientes. Pero el personaje que le dio el reconocimiento del público fue el de Sammy en Padres e hijos, que hizo desde los 11 años, luego de enviar una de sus grabaciones de Expedientes, por recomendación de Alfonso Peña (ex-director de Padres a hijos), a Colombiana de Televisión. 
Hizo parte del elenco de la producción de Caracol Televisión Muñoz vale por 2, donde encarnaba a Glenda, una de las hijas de Román Muñoz (Mauricio Vélez).
En 2013 formó parte del elenco de La hipocondríaca interpretando a Tatiana, y en el 2014 hizo parte de la versión colombiana de la novela Los graduados, encarnando a Luna.
Es dueña de la empresa Coraje, fabricante de maquillaje, pestañas y accesorios. 
En 2014 participó en El chivo interpretó a Celia.
En 2016 al 2019 participó en La ley del corazón interpretó a Catalina Mejía producción de RCN Televisión.

## Filmografía

### Televisión
| Año       | Título                                    | Personaje                 | Canal              |
| --------- | ----------------------------------------- | ------------------------- | ------------------ |
| 2025      | Nuevo rico, nuevo pobre                   | Rosmery Peláez Ortiz      | Caracol Televisión |
| 2023-2024 | Paraíso blanco                            | Griselda Blanco           | Vix                |
| 2020-2021 | Chichipatos                               | Brigitte                  | Netflix            |
| 2017      | Venganza                                  | Claudia Bustillo          | Canal RCN          |
| 2016-2019 | La ley del corazón                        | Catalina Mejía de Duperly | Canal RCN          |
| 2014      | El chivo                                  | Celia Figueroa            | UniMás             |
| 2013-2014 | Los graduados                             | Luna Zárate Pardo         | Canal RCN          |
| 2013      | La Madame                                 | Erica                     | UniMás             |
| 2013      | La hipocondríaca                          | Tatiana                   | Caracol Television |
| 2012      | Tu voz estéreo                            | Varios Personajes         | Caracol Television |
| 2011      | Primera dama                              | Nancy                     | Caracol Television |
| 2011      | Mujeres al límite                         | Varios Capítulos          | Caracol Television |
| 2010-2011 | A corazón abierto (telenovela colombiana) | Juliana                   | Canal RCN          |
| 2010-2011 | A corazón abierto (telenovela colombiana) | Sofía                     | Canal RCN          |
| 2008-2009 | Muñoz vale por 2                          | Glenda                    | Caracol Televisión |
| 2003-2009 | Padres e hijos                            | Samantha Pava "Sammy"     | Caracol Televisión |

### Reality
| Año       | Título                                                    | Rol           | Canal              |
| --------- | --------------------------------------------------------- | ------------- | ------------------ |
| 2024      | La previa / After-show de La casa de los famosos Colombia | Presentadora  | Vix / RCN Studios  |
| 2023      | La vida después del reality                               | Presentadora  | Prime Vídeo        |
| 2022      | La vuelta al mundo en 80 risas                            | Participante  | Caracol Televisión |
| 2021-2022 | ¿Quién es la máscara?                                     | Investigadora | Canal RCN          |
| 2017      | Soldados 1.0                                              | Participante  | Canal RCN          |

### Cine
| Año  | Título                                                 | Personaje |
| ---- | ------------------------------------------------------ | --------- |
| 2022 | Un rabón con corazón                                   | Carolina  |
| 2020 | Chichipatos: ¡Qué chimba de Navidad!                   | Brigitte  |
| 2012 | ¿Por qué dejaron a Nacho si era tan bueno el muchacho? | Linda     |

## Vídeos musicales
| Año  | Canción     | Artista                 |
| ---- | ----------- | ----------------------- |
| 2017 | Hace Mucho  | Andy Rivera             |
| 2014 | El Marrano  | Jhonny Rivera           |
| 2013 | Amor De Dos | Karol G feat. Nicky Jam |

## Premios y nominaciones

### Premios TVyNovelas
Artículo principal: Premios TvyNovelas
| Año  | Categoría               | Telenovela o serie | Resultado |
| ---- | ----------------------- | ------------------ | --------- |
| 2017 | Mejor actriz de reparto | La ley del corazón | Ganadora  |

### Premios India Catalina
Artículo principal: Premios India Catalina
| Año  | Categoría                                                | Telenovela o serie | Resultado |
| ---- | -------------------------------------------------------- | ------------------ | --------- |
| 2022 | Mejor actriz de reparto de telenovela, serie o miniserie | Chichipatos        | Nominada  |

### Premios Online
| Año  | Categoría                                        | Telenovela o serie | Resultado |
| ---- | ------------------------------------------------ | ------------------ | --------- |
| 2020 | Tiktoker favorito (a) del año                    | Ella misma         | Ganadora  |
| 2020 | Actriz de serie web o streaming favorita del año | Chichipatos        | Ganadora  |